# Sharīfābād (ort i Hamadan, lat 34,41, long 48,83)
Sharīfābād (persiska: شَريفابادِ قوزان, شَريف آباد, Sharīfābād-e Qūzān, شریف آباد) är en ort i Iran.   Den ligger i provinsen Hamadan, i den nordvästra delen av landet, 280 km sydväst om huvudstaden Teheran. Sharīfābād ligger 1 795 meter över havet och antalet invånare är 481.
Terrängen runt Sharīfābād är kuperad åt nordost, men åt sydväst är den platt. Sharīfābād ligger nere i en dal. Runt Sharīfābād är det ganska tätbefolkat, med 104 invånare per kvadratkilometer. Närmaste större samhälle är Malāyer, 12,8 km söder om Sharīfābād. Trakten runt Sharīfābād består i huvudsak av gräsmarker.